# Philips Koninck
Philip(s) (de) Koninck (Amsterdam, 1619 - aldaar, 6 oktober 1688) was een Nederlands kunstschilder behorend tot de Hollandse School. Naast schilder was Philips Koninck ook reder en baatte hij een scheepsdienst uit tussen Amsterdam en Rotterdam.

## Afkomst en opleiding
Philips was de jongste van zes zonen van de welgestelde goudsmid Aert de Koninck; hij vertrok rond 1637 naar Rotterdam waar hij tot 1640 in de leer was bij zijn vijf jaar oudere broer, de kunstschilder Jacob Koninck. In de inventaris van zijn vader, April 1639, bevond zich al een vrouwenhoofd en een zelfportret, zodat het zeer waarschijnlijk is dat hij onder  leiding van zijn oudere broer zowel portret- als figuurstudie beoefende.

## Leven en werk
Philips Koninck trouwde in 1640 met Cornelia Furnerius - zus van Abraham Furnerius, die een leerling was van Rembrandt; twee jaar later stierf ze. Kort na dit huwelijk verhuisde hij naar Amsterdam en was daar mogelijk zelf enige tijd werkzaam in  Rembrandts atelier; in ieder geval werden ze bevriend en vertoonde zijn vroege werk duidelijk de invloed van Rembrandt, met name in de losse schilderwijze en het gebruik van warme tinten. Volgens de toenmalige Nederlandse schrijver over schilderkunst, Arnold Houbraken - een leerling van Samuel van Hoogstraten die op zijn beurt leerling was van Rembrandt - voltooide Koninck zijn opleiding in het atelier van Rembrandt; het wordt echter in onze tijd betwijfeld of hij daadwerkelijk in Rembrandts atelier heeft gewerkt. Hij was bovendien een neef van Salomon Koninck, die in de stijl van Rembrandt werkte. Er zijn gevonden documenten die bewijzen dat P. Koninck ook na Rembrandts faillissement en gedwongen verhuizing naar een huisje in de Jordaan nog contact met de meester had.
In 1657 trouwde hij opnieuw, nu met Margaretha van Rijn. Het echtpaar woonde op de Keizersgracht en kreeg daar acht kinderen. Opmerkelijk is dat naast zijn schilderen Philips Koninck een reder was en bovendien een veerdienst tussen Rotterdam en Amsterdam onderhield; maar ook andere schilders uit zijn tijd verdienden hun noodzakelijke neveninkomsten als herbergier of waard, zoals Jan Steen en Johannes Vermeer.
Een langdurige en goede vriend was de dichter / schrijver Joost van den Vondel, van wie hij meerdere keren portretten heeft geschilderd en getekend. Het laatste portret van de dichter maakte hij kort voor diens dood in 1679; hij was een van degenen die Vondel in zijn laatste levensjaren het meest bezocht.
Dat Koninck ook in het buitenland bekendheid genoot wordt aangetoond door de aankoop van een van zijn zelfportretten voor de Zelfportretten-galerij van de groothertog van Toscane. Zijn landschappen brachten in de 17e eeuw vergelijkbare prijzen op als werken van andere kunstschilders, zoals A. Bredius uit Haarlem; in 1657 werden twee van zijn landschappen op respectievelijk 130 en 60 fl getaxeerd. Dit toont aan dat zijn landschapsschilderijen gedurende zijn eigen leven beslist niet ongezien zijn gebleven. Ook heeft hij nog in de periode van 1650 tot 1670 burgers van aanzien geschilderd, zoals raadsheren, professoren en bemiddelde burgers.
Het lijkt erop dat hij in de laatste tien jaar van zijn leven weinig meer geschilderd heeft en kort na zijn dood al snel in de vergetelheid is geraakt. In 1686 werd hij ziek  en stierf in 1688 te Amsterdam; de begraafkosten bij zijn overlijden bedroegen 600 gulden, een jaarsalaris in die tijd! Zijn weduwe verzamelde porselein.

## Schilderstijl
P. Koninck schilderde genrestukken, landschappen en portretten. Met name zijn portretten en genre-stukken werden in zijn eigen tijd geprezen om hun gelijkenis en levendigheid, o.a. door Vondel die verschillende lofdichten op zijn schilderijen schreef, en door Jan Vos die schreef:
 'Nu Koning Vondel maalt [schildert], den Koning der Poeëten / Is hy ook Koning in het treffen van zyn beeld [van Joost van den Vondel]' .
Ook later presenteerde Houbraken in zijn schildersboek De groote schouburgh.. van c. 1721 Koninck vooral als de beroemde schilder van portretten en historie-stukken: 
 'Menigte Pourtretten, Historien waard te vereelden en zinryke vertoonzelen heeft zijn vermaard penceel in de Waerelt gebracht, die tot zyn roem na blyven' .
Houbraken schreef ook dat hij vooral Vondel naschreef, die immers al gezegd had wat er te zeggen viel. Opmerkelijk is dat Houbraken ook in 1721 nog geen woord besteedde aan de vele landschappen van Koninck. Des te gretiger bekritiseerde hij Rembrandts portret- en figuurschilderijen met zijn vaak donkere achtergronden, door deze te vergelijken met de heldere, en kleurigere achtergronden van Koninck:
 '..hoe hy [Koninck] de kragt in zyne werken door klaarheid in steê van 't naare zwart bewerkte; in welk opzigt hy zyn meester Rembrant van ter zyde een streek geeft, die niet tegenstaande zyne beelden op den voorgrond van zyne tafereelen in klaren dag stonden, zig niet ontzag (tegens de natuur aan) de lucht van agteren in eenen duisteren nagt te verkeeren..  .Hy [Koninck] schildert zonder schim en schaduw. Zoo volgt Koning / De heldere natuur: en vraagt men waar dit blykt? / Bezie dit heerlyk stuk, de levende vertooning / Van Venus, die hier slaapt, en geen schild ry gelykt, / Nog verf, maar Vleesch en bloet..' 

### Koninck als landschapsschilder

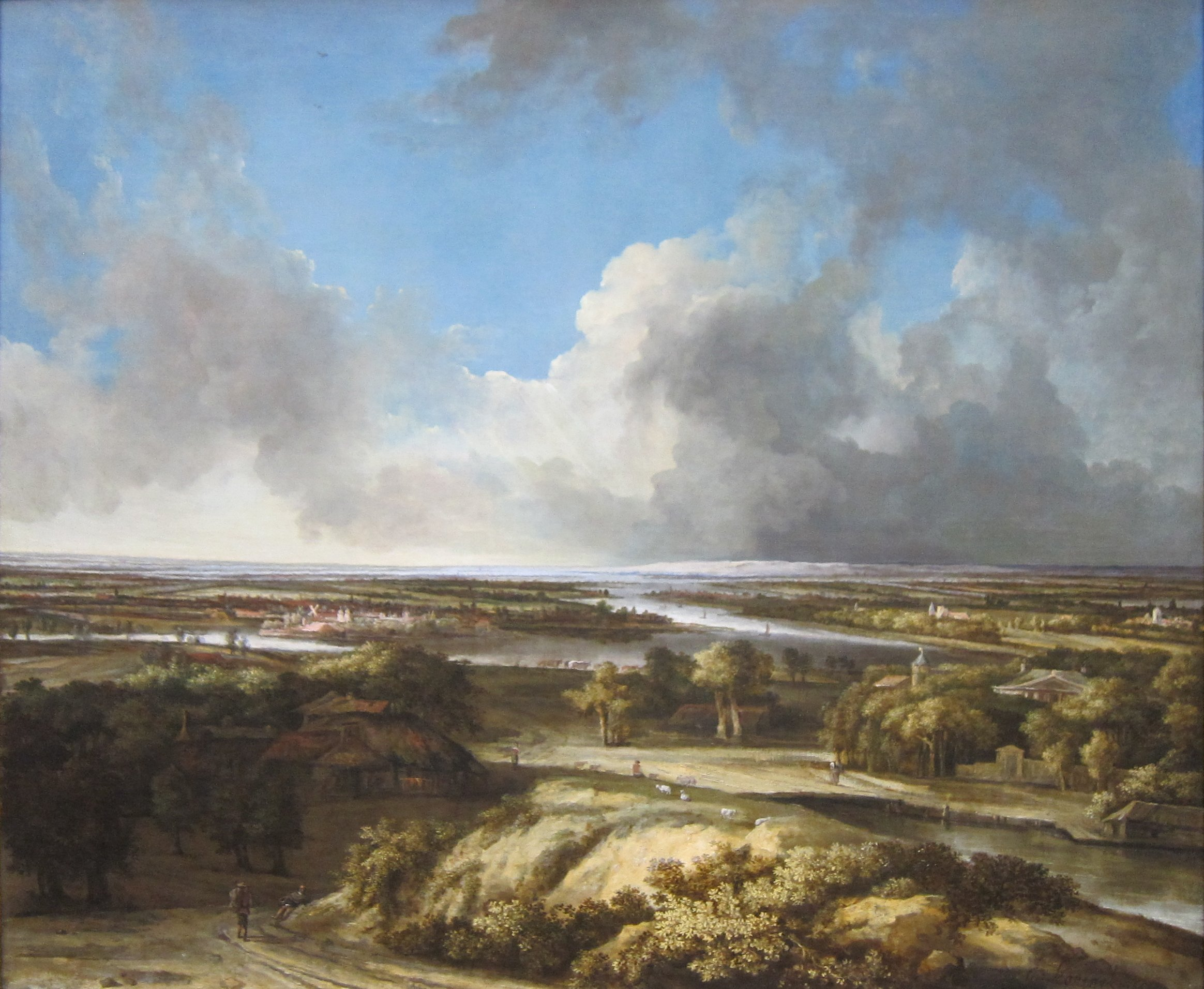
landschap panorama met rivier, c. 1665

In onze tijd is Koninck vooral bekend geworden als Nederlands Gouden Eeuw-schilder bij uitstek van weidse panorama-landschappen. Karakteristiek in zijn werkwijze was het creëren van brede en vlakke landschappen - die hij echter opbouwde uit talloze stipjes, als de knopen van een tapijt..
Hij componeerde zijn grote landschapspanorama's als zicht vanaf een heuveltop of een andere verhoging in het terrein. Slingerende rivieren en sterk doorwerkte wolkenluchten domineren vaak zijn heuvelachtige landschappen met hun diepe, donkere schaduwzones. Aanvankelijk bracht Koninck nog edellieden en paleizen aan in zijn landschappen, maar op het hoogtepunt van zijn loopbaan verdwenen deze figuren, en kregen zijn landschappen hun typisch Nederlandse karakter.
Simon Schama merkte op dat in zijn landschappen de menselijke figuren gekrompen zijn tot slechts bijkomstigheden; deze werken hebben volgens hem een zekere cartografische kwaliteit, hoewel andere kunsthistorici dat juist ontkennen, omdat Koninck in zijn atelier voor het samenstellen van zijn landschappen veel losse beeld-elementen met elkaar combineerde in het schilderij. De meeste van zijn landschappen kunnen ook niet geïdentificeerd worden naar bestaande locaties zoals slot Bentheim bij Ruysdael of Gezicht op Rhenen. Wat wel als terugkomend grondmotief voor zijn werk gezien kan worden zijn de boomrijke vlakke gebieden waardoor een rivier zich slingert, die op plekken in Gelderland zijn terug te vinden.
   
   
De schrijver Kees Vollemans is vele malen naar het Boymans Van Beuningen-museum in Rotterdam getrokken om daar telkens opnieuw Konincks schilderij 'Vergezicht over een vlak land' uit 1664 te bekijken. 

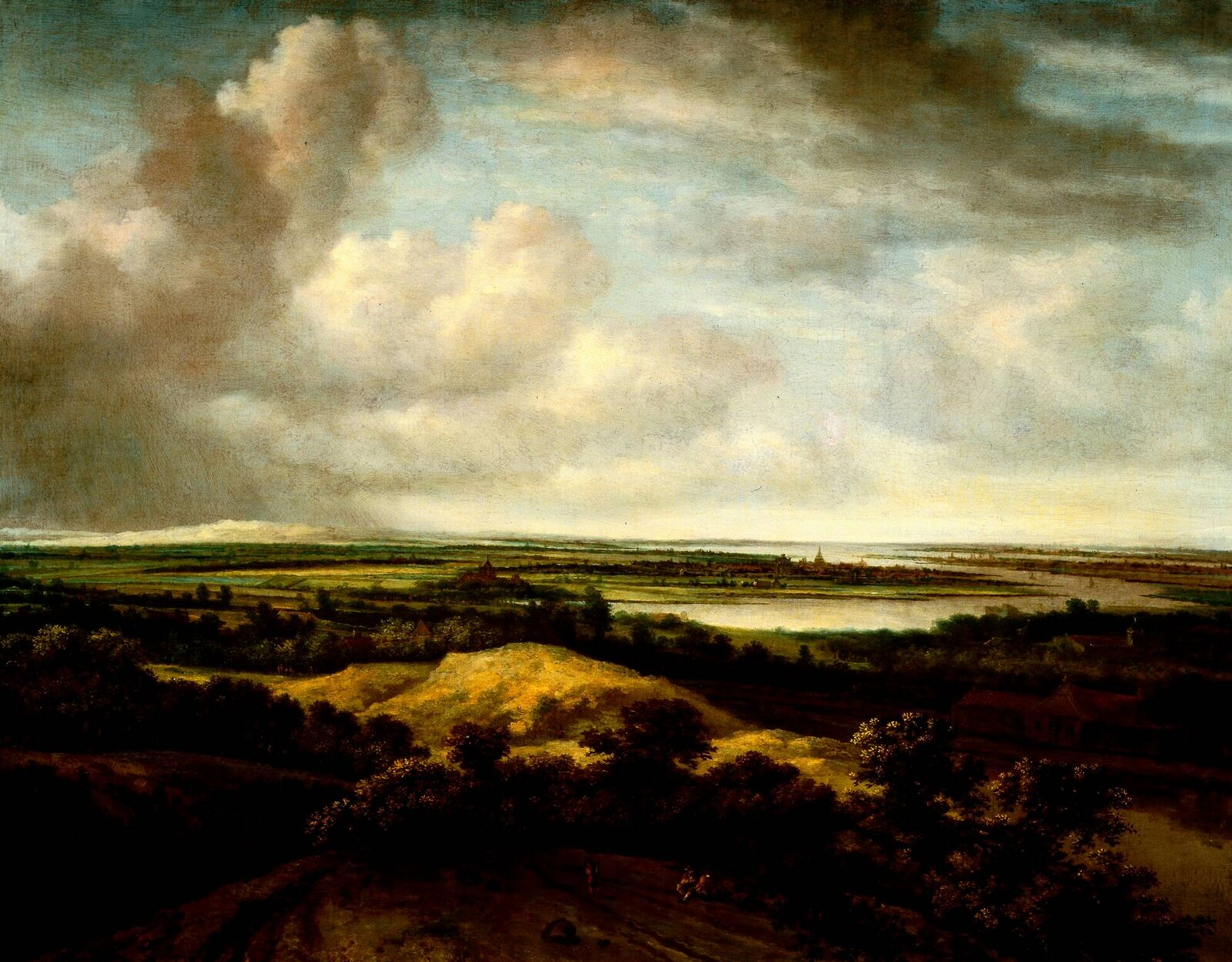
'Vergezicht over een vlak land', 1664

Vollemans schreef circa 1998 als zijn conclusie: 
 'Waar men het schilderij ook ziet, nergens is nog een spoor van het linnen doek te zien, zo stevig is de verf erop geplaatst - in de wolkenmassa zijn reflecterende hoogsels aangebracht en uitgestreken met de das-kwast [om de aangebrachte verven gelijkmatig te verdelen], zodat de kleurovergangen nevelig en gesluierd zijn. Maar in de velden en hier en daar in het water laat hij het reliëf van de verfstreken juist staan, zodat de opstaande randen van de verf met het licht gaan spelen. Ook paste hij deze schilderwijze met dikteverschillen toe in de stadjes of in de huizen. Er is niet met een totaal ruimte-concept gewerkt waar de details van huizen, mensen dieren ondergeschikt zijn aan het geheel. Het schilderij is een aaneenschakeling van scenes en taferelen, elk met een eigen ruimtelijk illusie en een eigen locatie binnen het schilderij.' 

## Galerij van zijn werken (selectie)

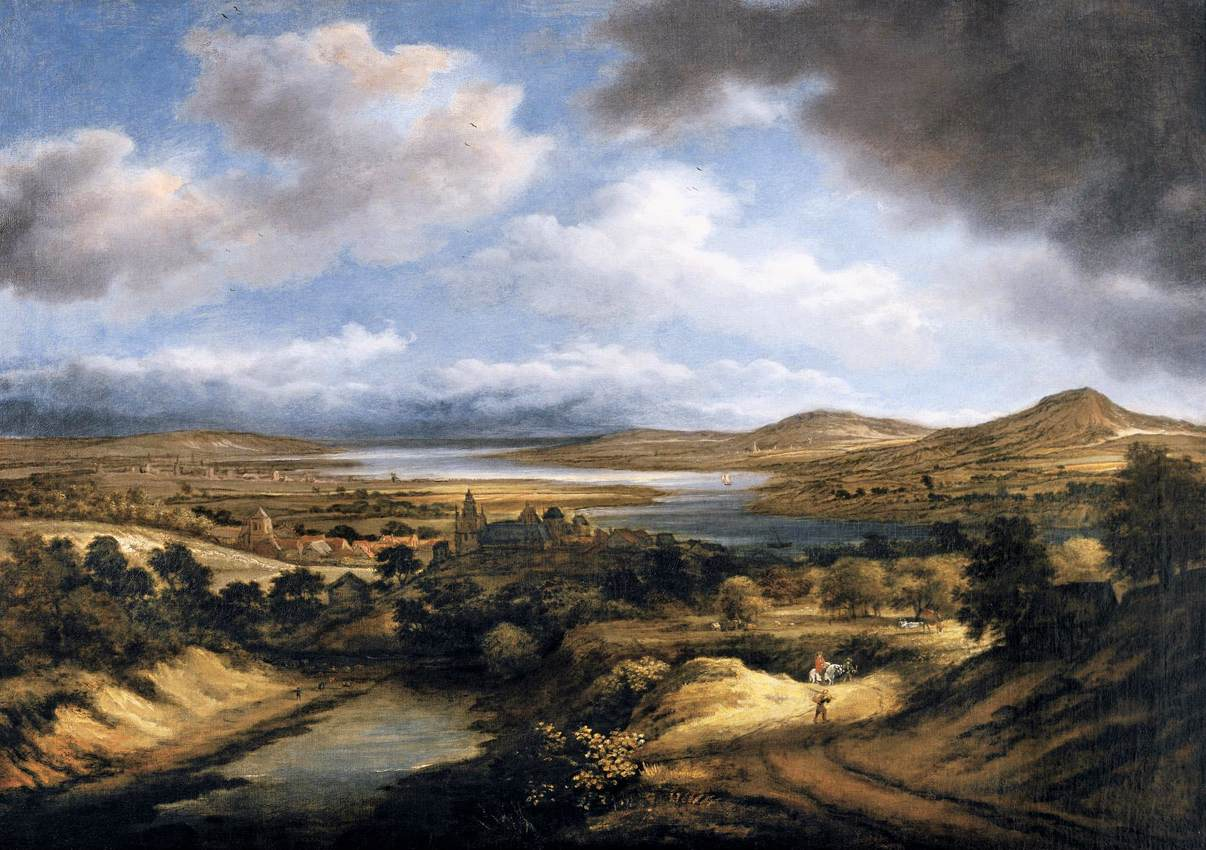
'Panoramisch rivierlandschap met kasteel', 1648; olieverf op linnen
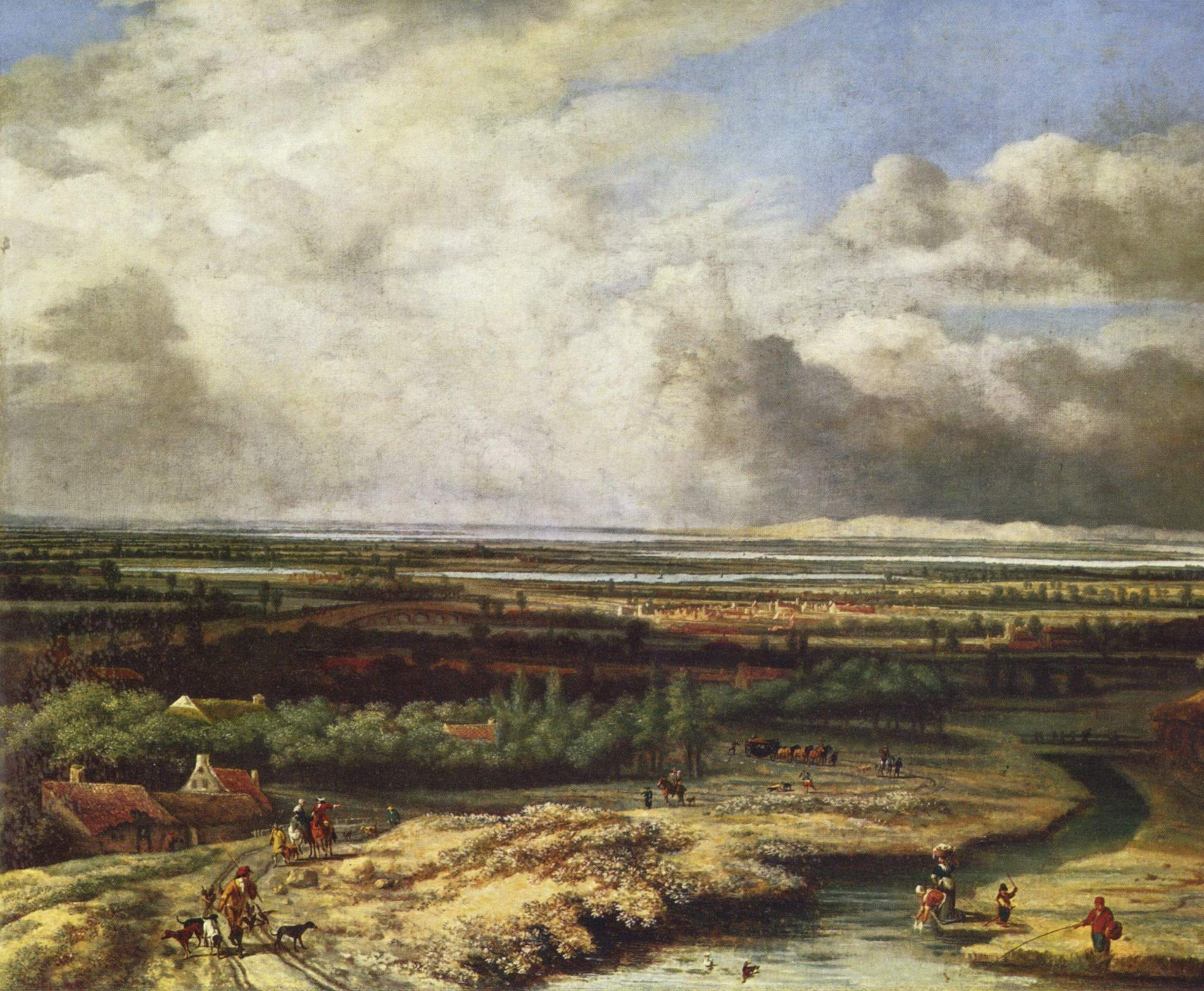
'Rivierlandschap met jachtgezelschap', c. 1650; olieverf op linnen
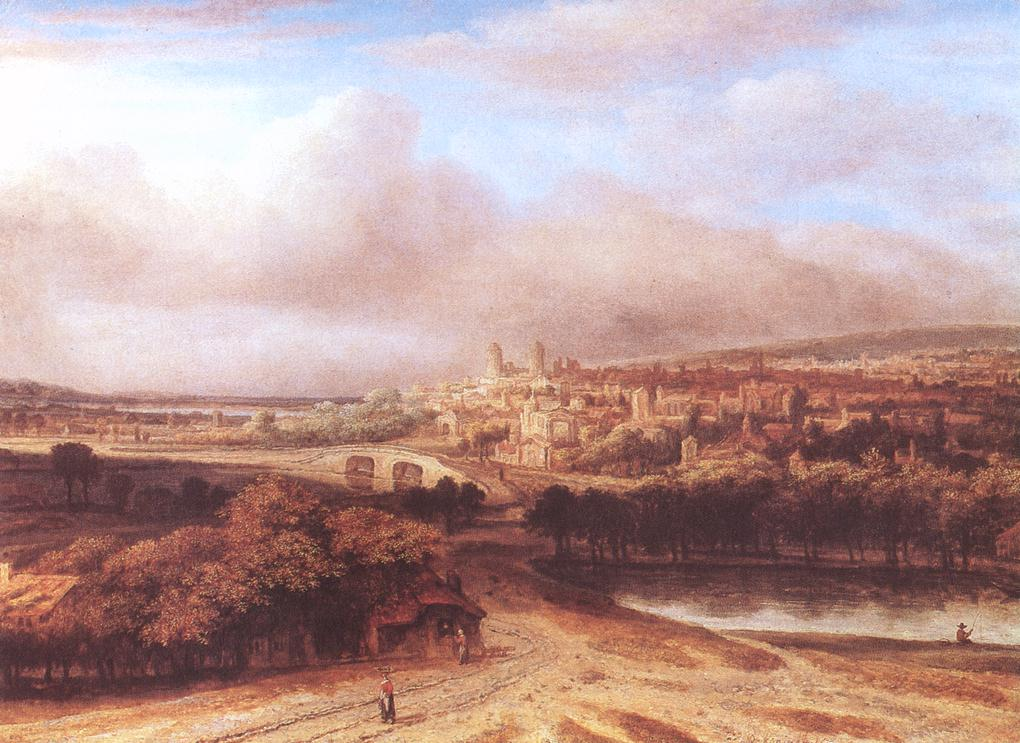
Stad op een heuvel, c. 1651; olieverf op linnen
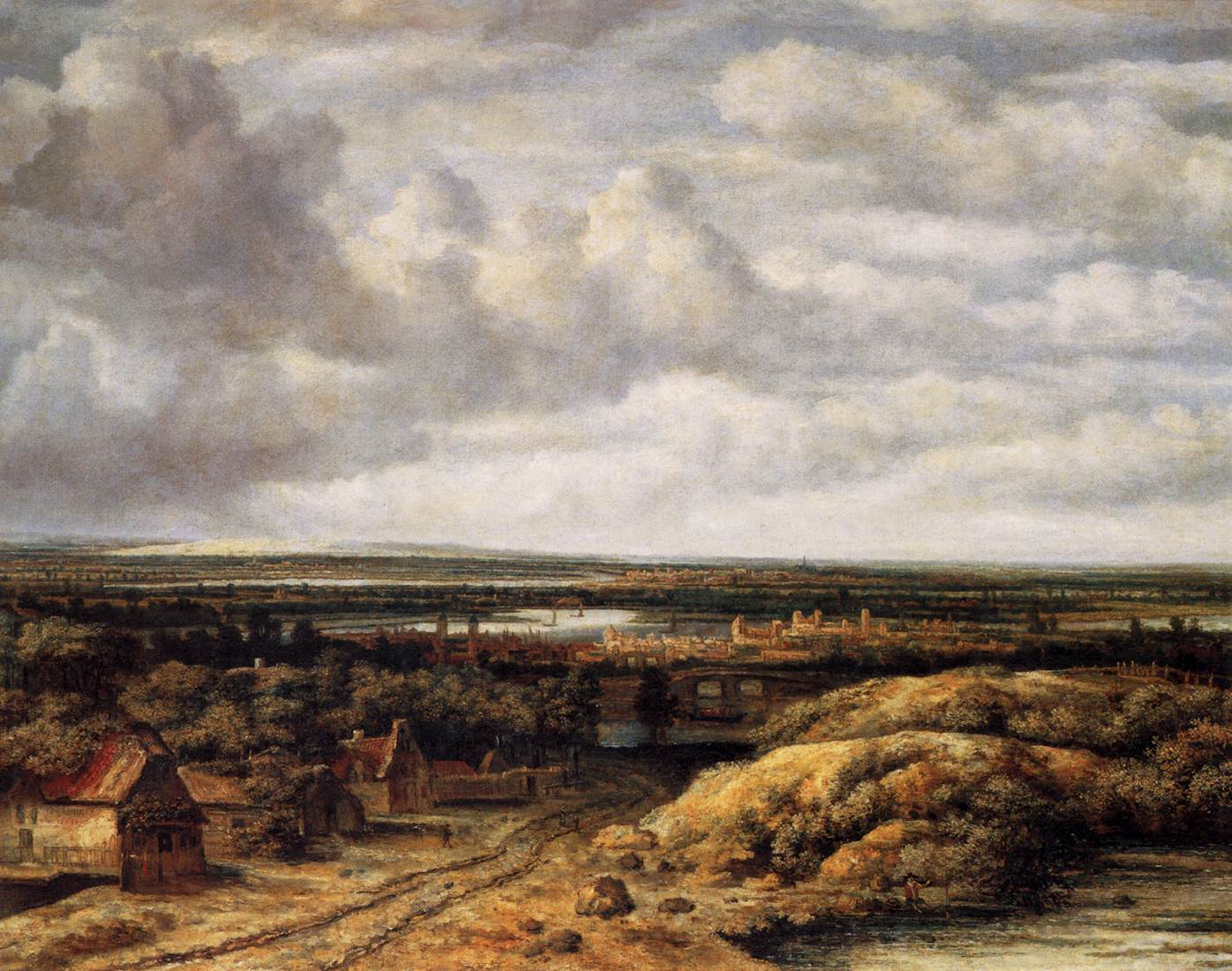
'Vergezicht met hutten aan een weg', 1655; in Rijksmuseum, Amsterdam
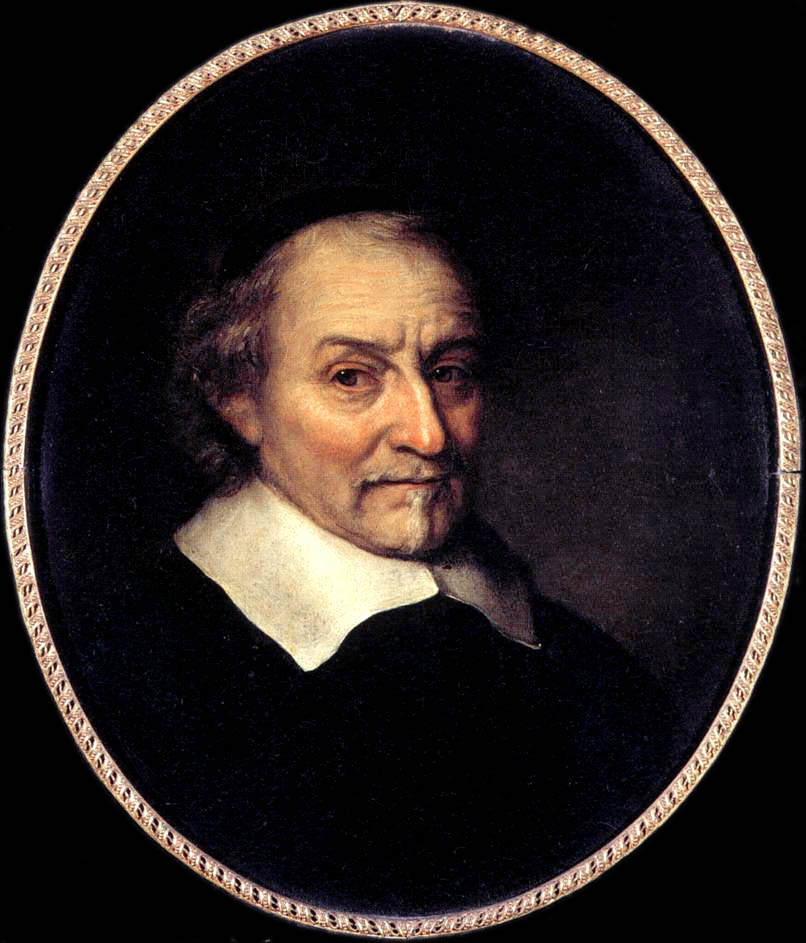
Portret van Joost van den Vondel, 1665; olieverf op paneel
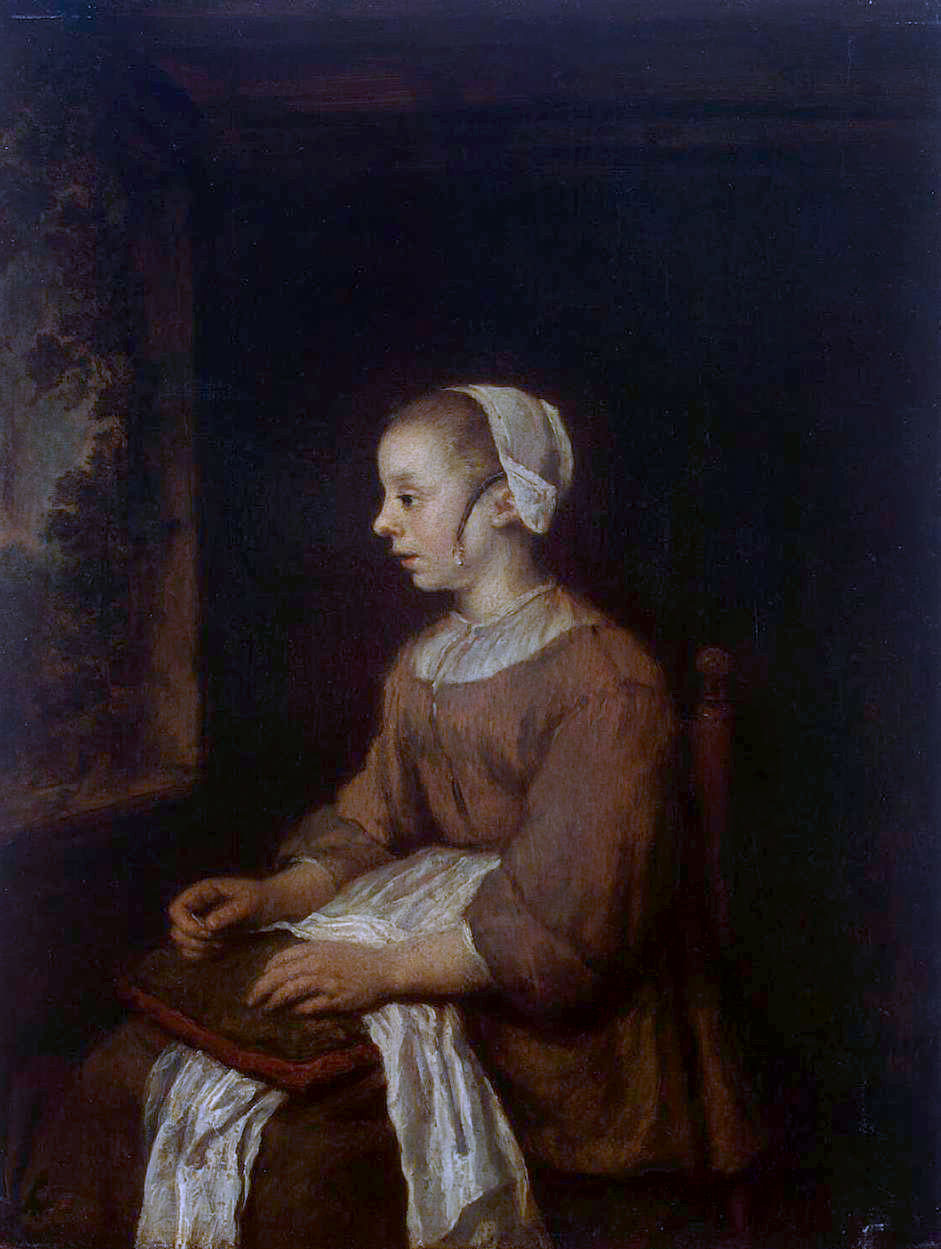
Jonge vrouw met verstelwerk bij een venster, 1671; olieverf op paneel
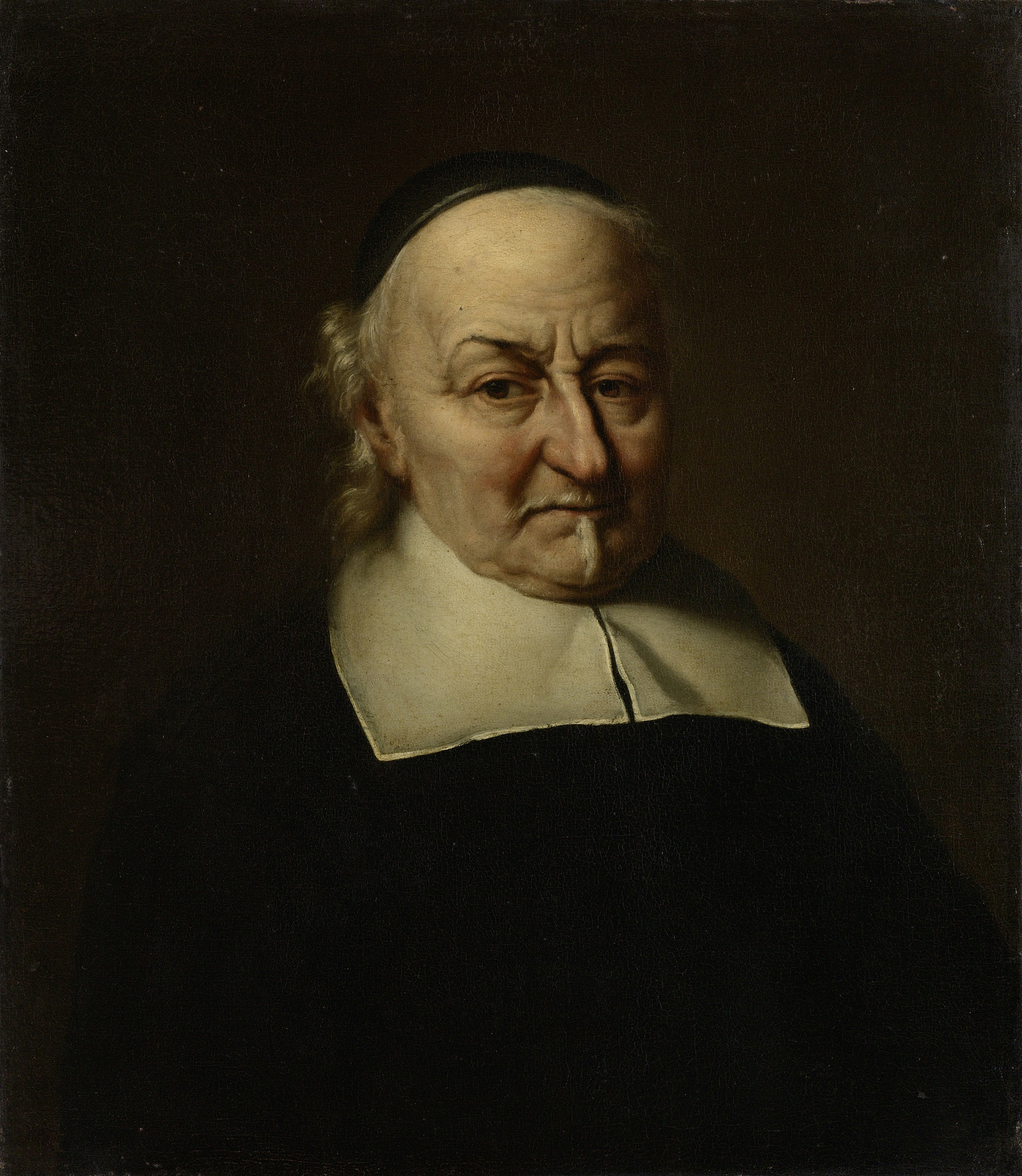
'Portret Joost van den Vondel', 1674; olieverf op linnen
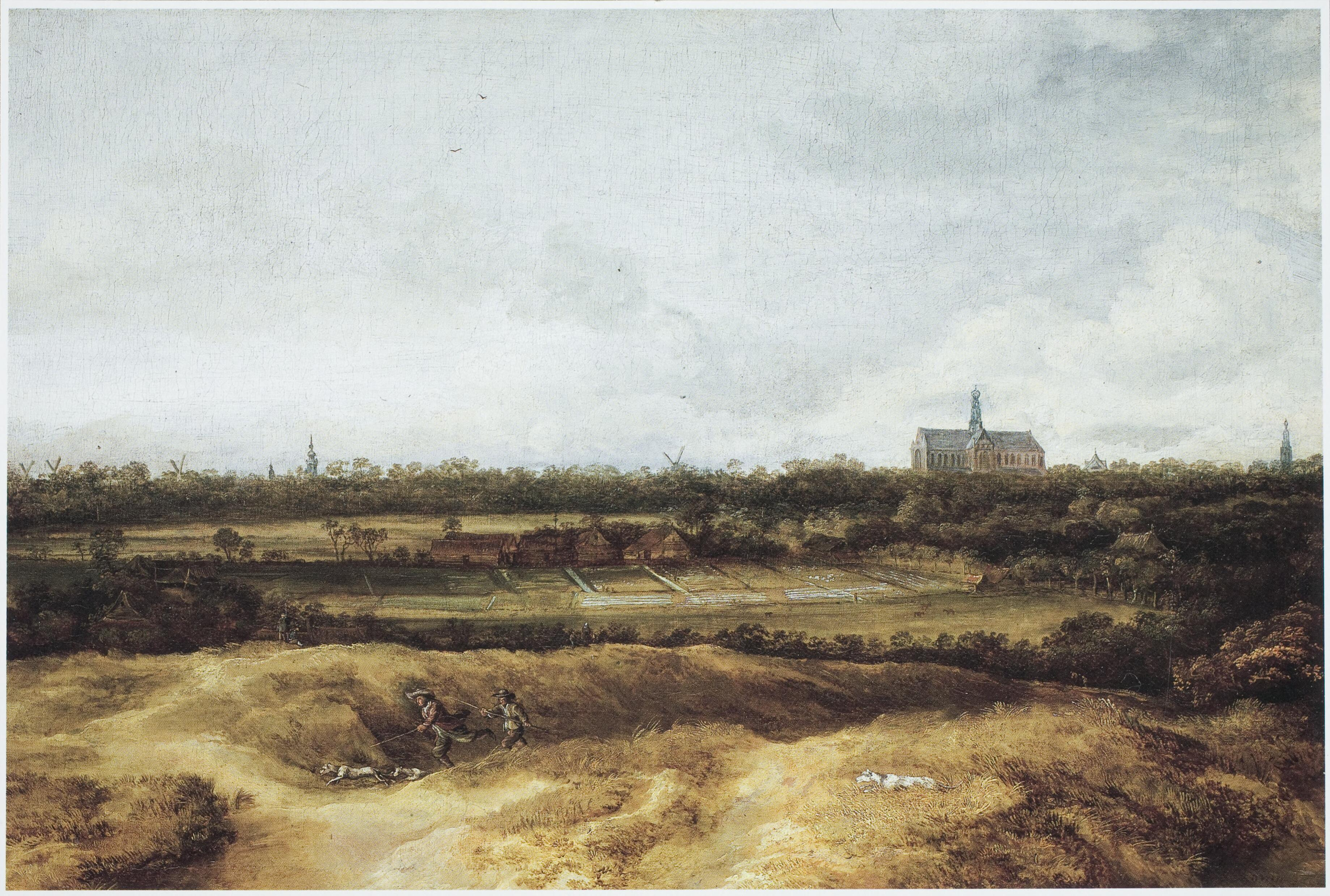
Bleekvelden bij Haarlem, c. 1670-80; olieverf op linnen
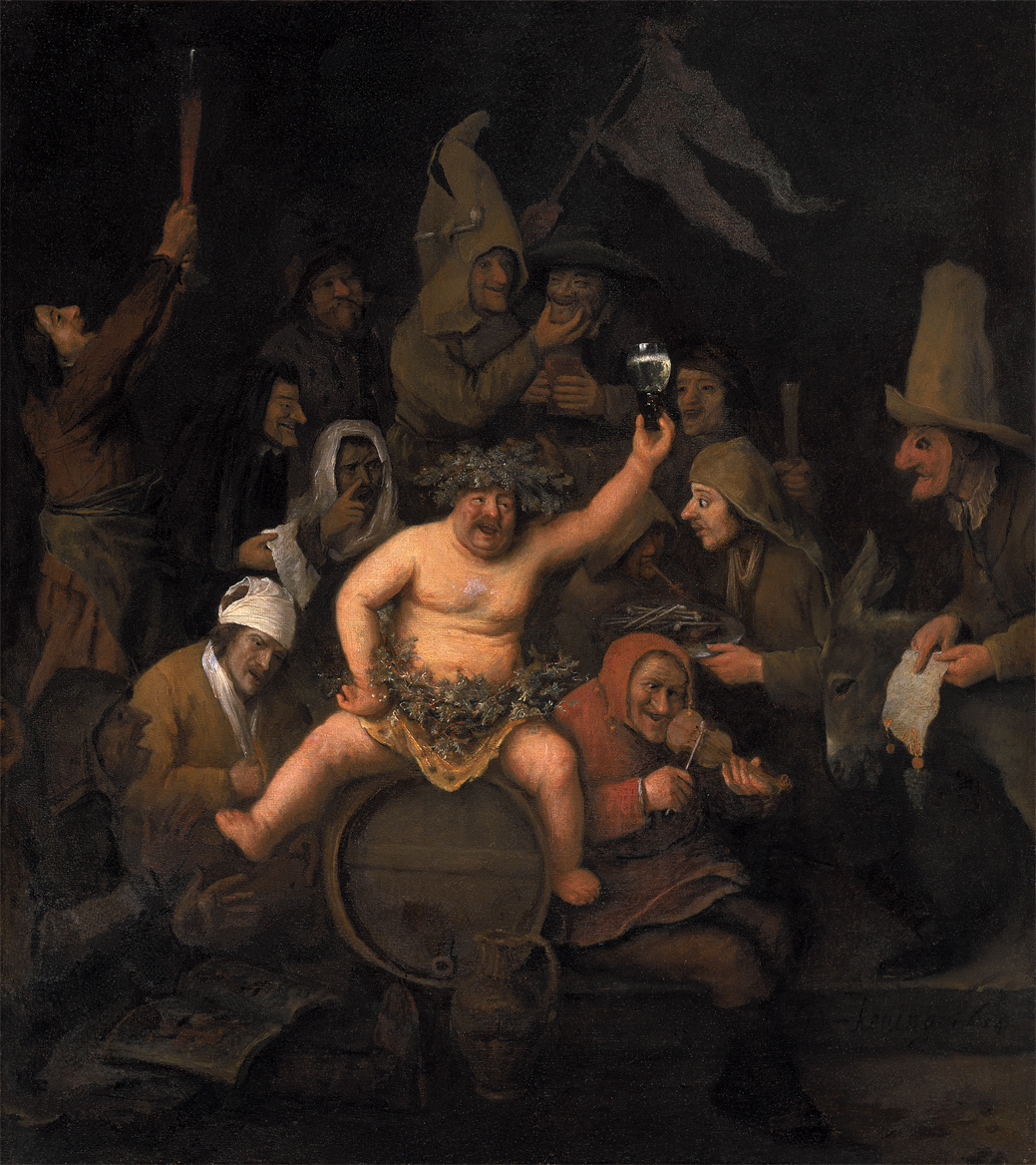
'Bacchusfeest', 1654; olieverf op linnen

## Musea
De werken van Philips Koninck zijn in diverse musea te zien, onder andere in:
- Alte Pinakothek, München
- Detroit Institute of Arts, Detroit
- Fine Arts Museums of San Francisco, San Francisco
- Hermitage, Sint-Petersburg
- J. Paul Getty Museum, Los Angeles
- Metropolitan Museum of Art, New York

## Schilderijen
- De toegang tot een woud
- De naaister, 1671
- Een panoramisch landschap, 1665
- Rivierlandschap, 1675
- Vergezicht met hutten aan een weg, 1655

- Biblioteca Nacional de España: XX5045239
- Bibliothèque nationale de France: cb137456939 (data)
- Biografisch Portaal: 71155511
- Catàleg d'autoritats de noms i títols de Catalunya: 981058518650906706
- Gemeinsame Normdatei: 118565044
- International Standard Name Identifier: 0000 0001 1487 1737
- KulturNav: 3534b41d-2f11-45e2-a3f1-d09c1523c98f
- Library of Congress Control Number: n89602888
- Nationale Bibliotheek van Tsjechië: ola2002161323
- Nationale Bibliotheek van Israël: 987007509752205171
- Nederlandse Thesaurus van Auteursnamen: 173867030
- RKD-Nederlands Instituut voor Kunstgeschiedenis: 45590
- SNAC: w6202112
- Système universitaire de documentation: 06688778X
- Union List of Artist Names: 500000351
- Virtual International Authority File: 3262740
- WorldCat: E39PBJc3MKkRcdy8P4Mc4Qhrbd